# Daule
Daule är en ort i Ecuador.   Den ligger i provinsen Guayas, i den västra delen av landet, 240 km sydväst om huvudstaden Quito. Daule ligger 10 meter över havet och antalet invånare är 65 145.
Terrängen runt Daule är mycket platt. Runt Daule är det ganska tätbefolkat, med 108 invånare per kvadratkilometer. Daule är det största samhället i trakten. Omgivningarna runt Daule är en mosaik av jordbruksmark och naturlig växtlighet.